# Villers-la-Ville (Bélgica)
Villers-la-Ville (en valón: L’Abeye, Vilé-l'-Veye), es un municipio francófono de Bélgica, situado en la región Valona a aproximadamente 50 km de la capital Bruselas, en la provincia del Brabante Valón.

## Etimología
Del latín villare, nombre al que después se le añadió la-Ville para distinguirlo de su Abadía.

## Geografía

### Secciones del municipio
El municipio comprende los antiguos municipios, que se fusionaron en 1977:
| - Villers-la-Ville - Marbais - Mellery - Sart-Dames-Avelines - Tilly |

## Demografía

### Evolución
Todos los datos históricos relativos al actual municipio, el siguiente gráfico refleja su evolución demográfica, incluyendo municipios después de efectuada la fusión el 1 de enero de 1977.
| Gráfica de evolución demográfica de Villers-la-Ville entre 1846 y 2020 |
|                                                                        |

## Lugares de interés
La Abadía de Villers es una antigua abadía cisterciense, situada cerca de la localidad de Villers-la-Ville. Fue fundada en 1146 por doce monjes cistercienses después que, Gauthier de Marbais, les cediera las tierras. La iglesia tardó 70 años en construirse y durante los siguientes años, la abadía, llegó a ser un lugar de culto de renombre. Durante el siglo XVI fue perdiendo reputación y prestigio, fruto de los problemas de los Países Bajos. Durante los siglos XVII y XVIII, el templo, vio reducido el número de monjes, y en el 1796 fue abandonada.

## Galería

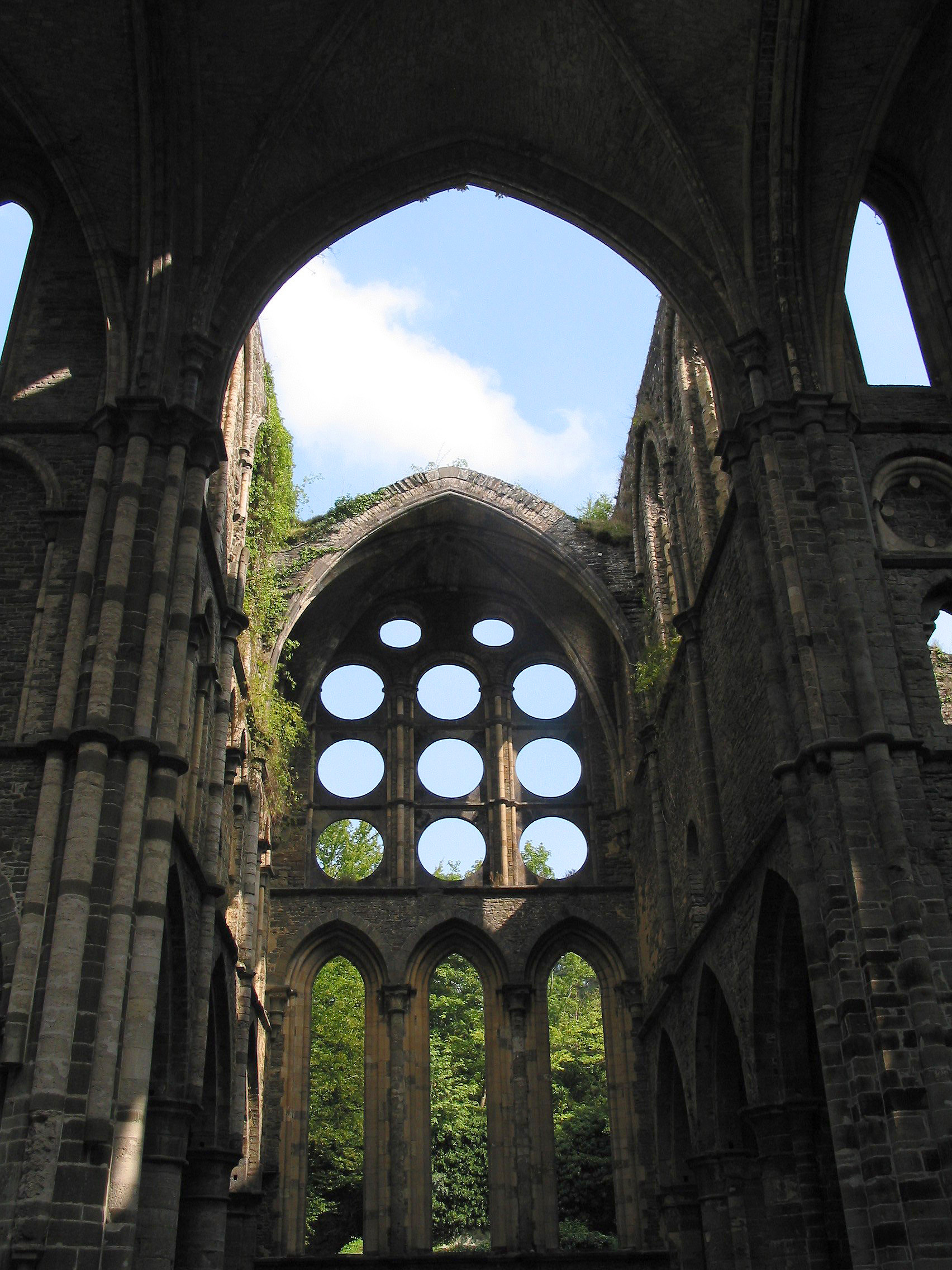
Ruinas de la Abadía
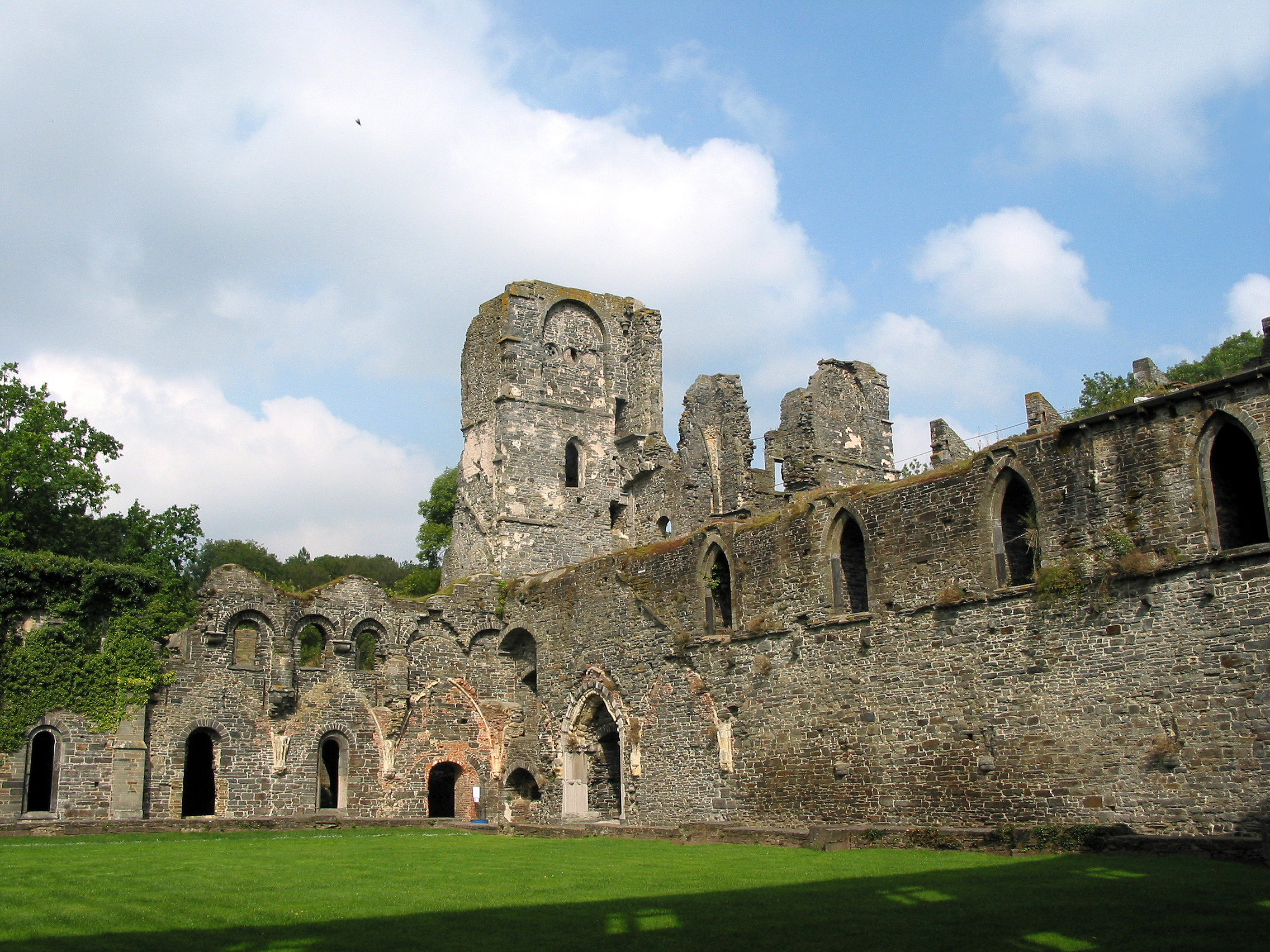
Ruinas de la Abadía
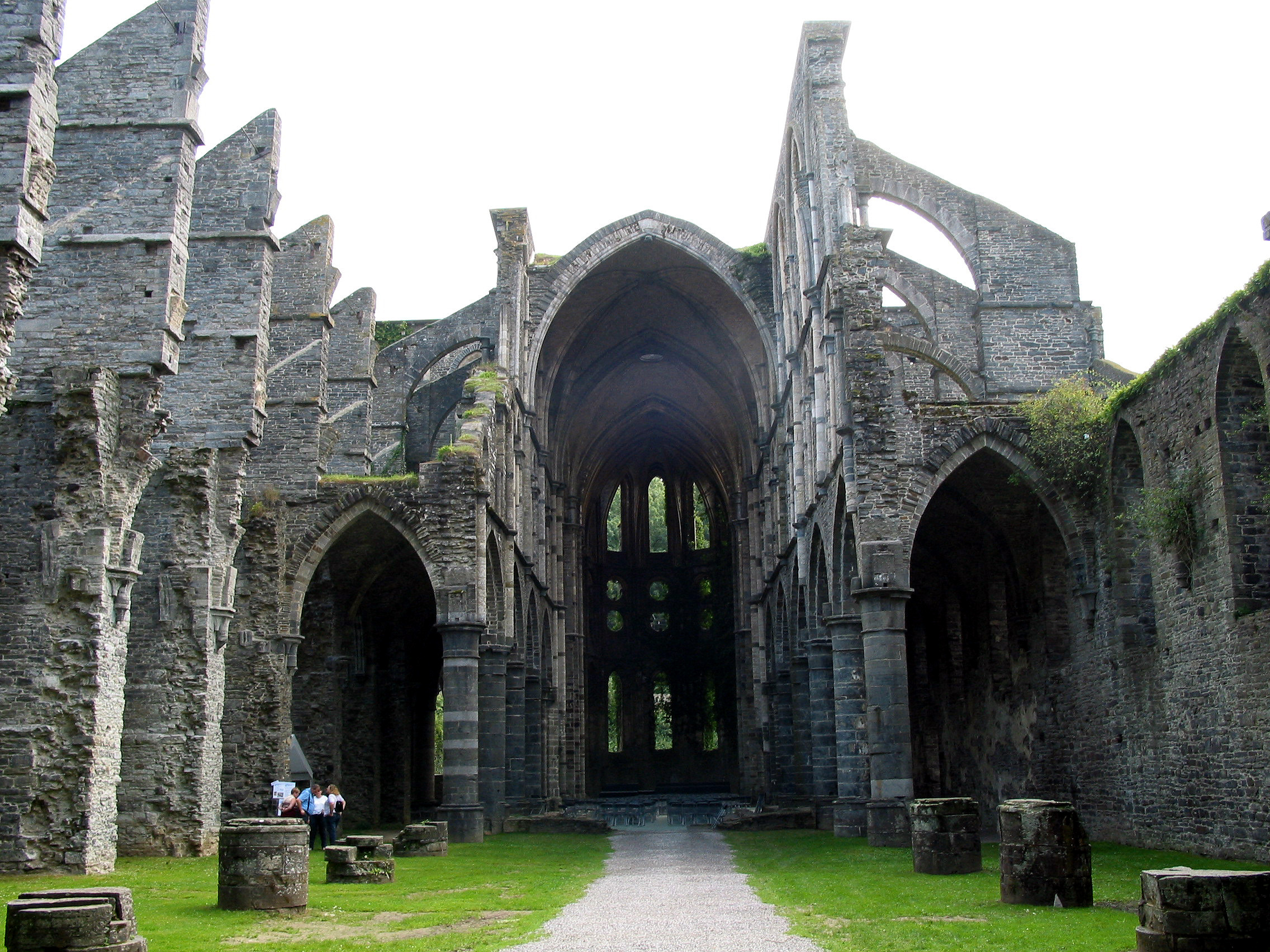
Ruinas de la Abadía
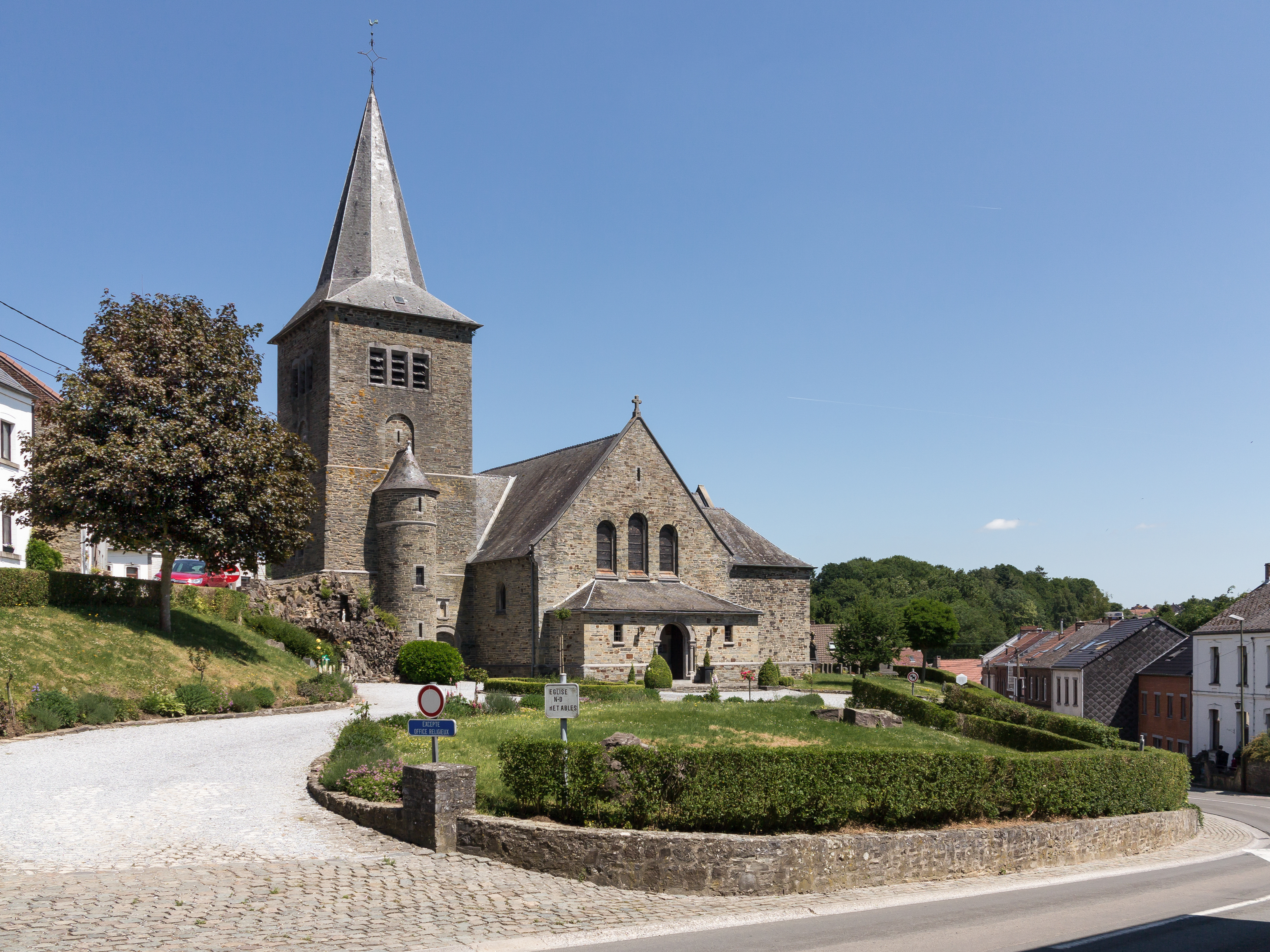
Iglesia: Notre-Dame de la Visitation